# Chiesa di Santa Maria della Neve (Teti)
La chiesa di Santa Maria della Neve è un edificio religioso situato a Teti (Italia), centro abitato della Sardegna centrale. Consacrata al culto cattolico è sede dell'omonima parrocchia e fa parte dell'arcidiocesi di Oristano.
Edificata in stile rinascimentale durante il XVII secolo, presenta un'aula a tre navate divise da archi a tutto sesto.